# Войкув (Лодзинське воєводство)
Войкув (пол. Wojków) — село в Польщі, у гміні Блашки Серадзького повіту Лодзинського воєводства.
Населення — 149 осіб (2011).
У 1975-1998 роках село належало до Серадзького воєводства.

## Демографія
Демографічна структура станом на 31 березня 2011 року:
|          | Загалом | Допрацездатний вік | Працездатний вік | Постпрацездатний вік |
| -------- | ------- | ------------------ | ---------------- | -------------------- |
| Чоловіки | 74      | 12                 | 51               | 11                   |
| Жінки    | 75      | 15                 | 37               | 23                   |
| Разом    | 149     | 27                 | 88               | 34                   |